# Sacrario del Montello
Il sacrario del Montello è uno dei principali ossari che raccolgono le spoglie dei caduti italiani durante la prima guerra mondiale.
Il sacrario sorge all'estremità est del Montello a quota 176 m (loc. Colesel de Zorzi o Colesel delle Zorle, in comune di Nervesa della Battaglia). Raccoglie le spoglie di 9.325 (inizialmente erano 9.316) soldati italiani (dei quali 6.099 identificati e 3.226 ignoti), precedentemente sepolti in circa centoventi cimiteri sparsi lungo il fronte del Piave.
Fu progettato dall'architetto romano Felice Nori e venne ultimato nel 1935, ma inaugurato solo nel 1938, in occasione del ventennale dello scontro nella fase finale della Prima guerra mondiale. La sua forma è simile a quella di altre costruzioni del genere: è una struttura cubica con un ampio piazzale in cemento, vuota al centro, attorno alla quale girano le scale. Il complesso si divide in due parti: quella inferiore, di tre piani, custodisce le salme in celle singole o comuni con rivestimenti in marmo; quella superiore è un ampio torrione da cui si può ammirare il paesaggio che fu al centro dei combattimenti. Il tutto culmina con una cupola in vetro ed acciaio, completata negli anni ottanta.
All'interno del mausoleo, nella parte cava, vi è una piccola cappella. Vi è anche una parte adibita a museo che raccoglie reperti e notizie riguardanti la battaglia del Solstizio. Nei dintorni sorge il Sacello Francesco Baracca, raggiungibile tramite un sentiero.

## Galleria d'immagini

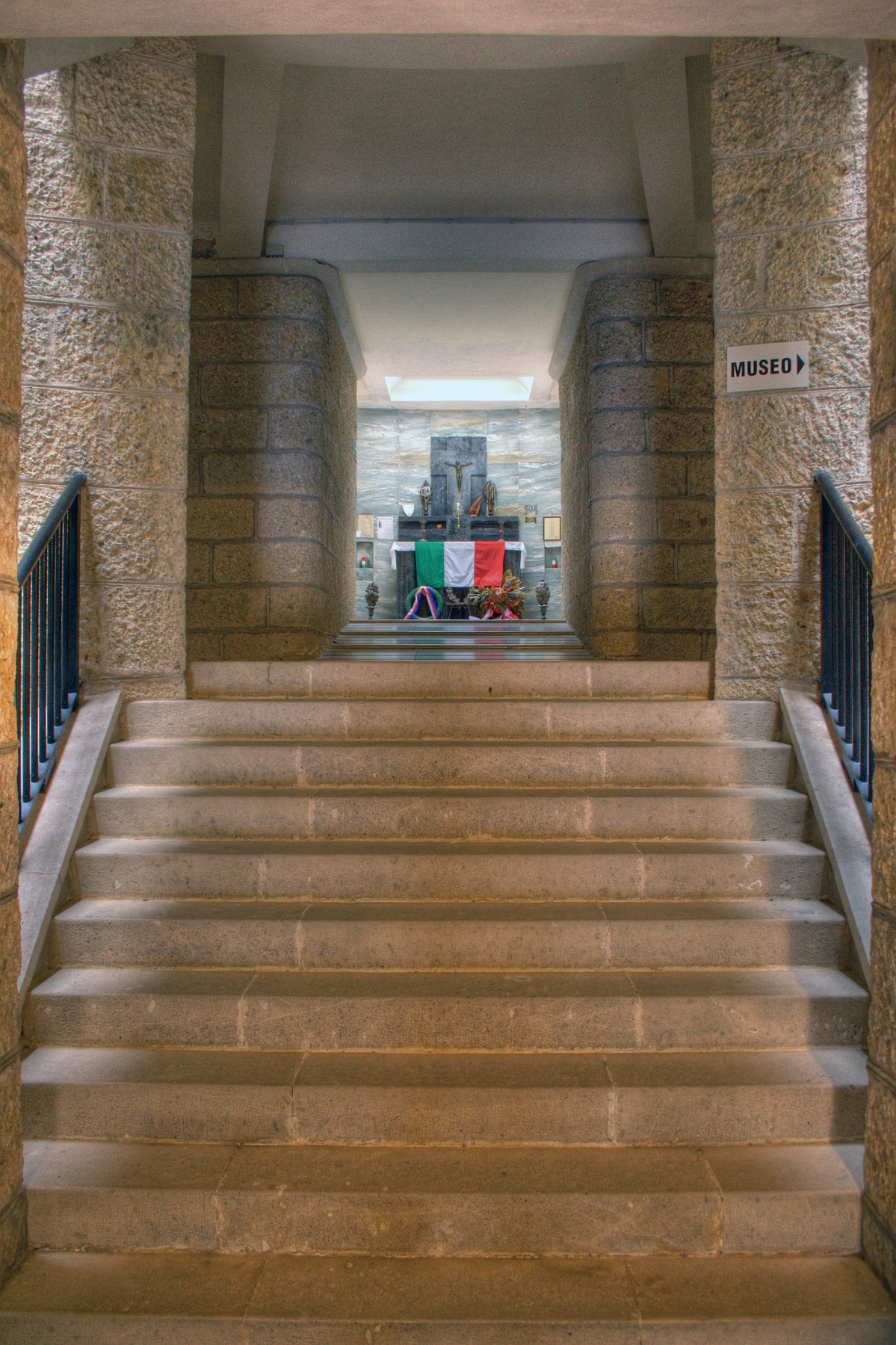
Ingresso.
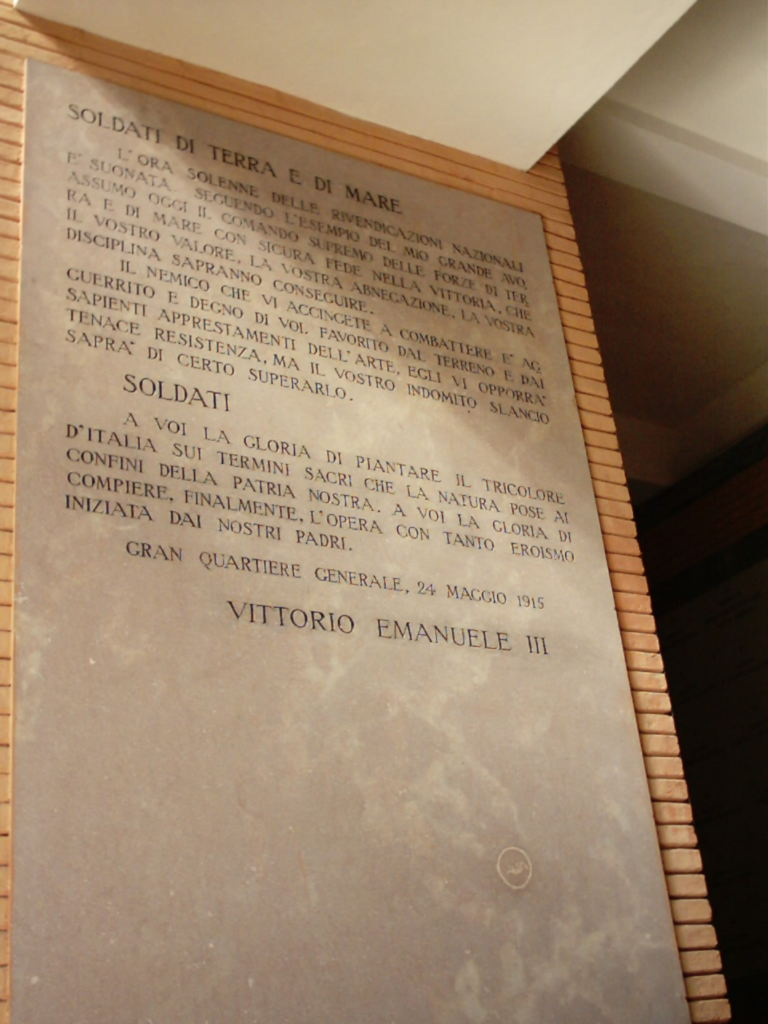
Lapide all'ingresso.
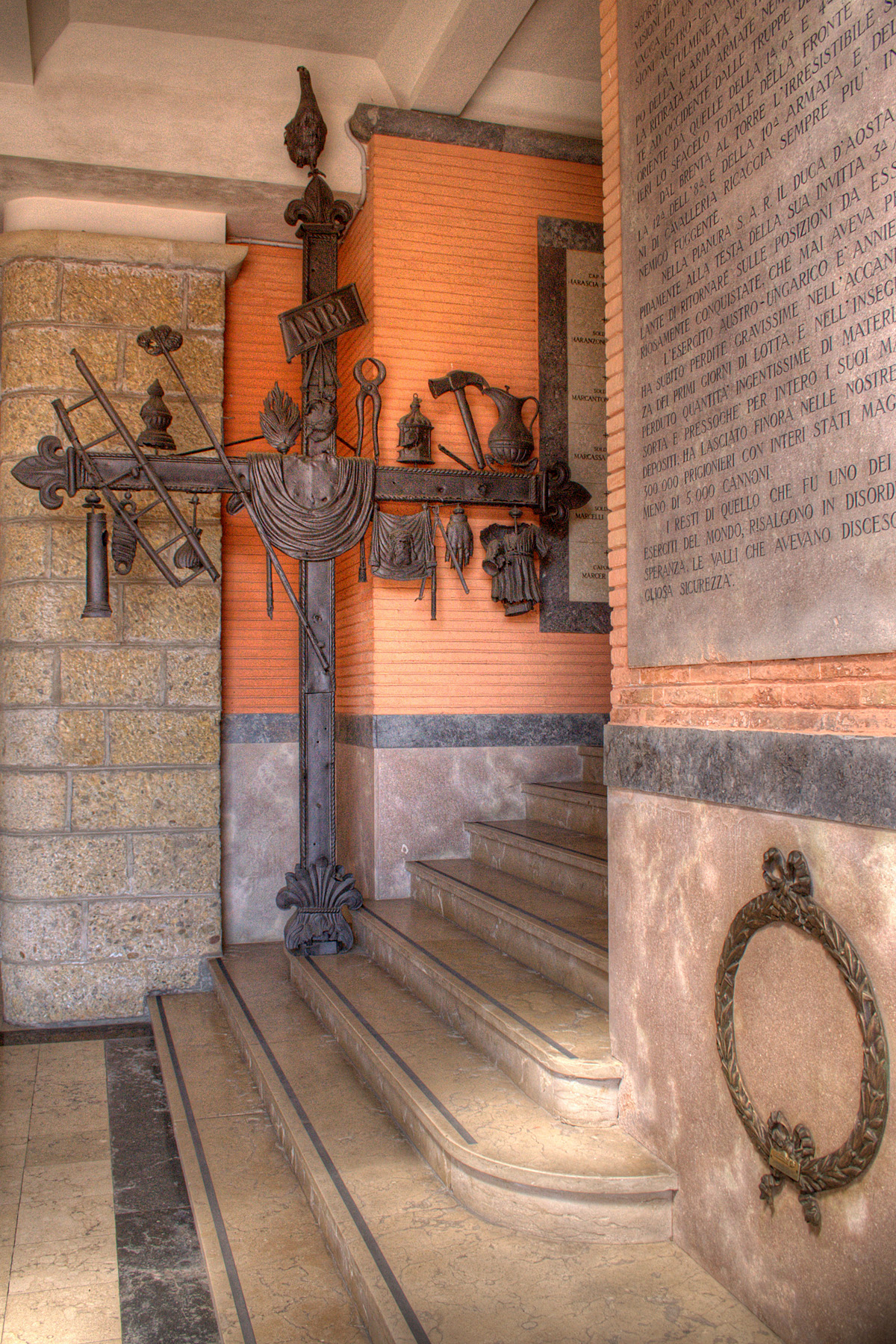
La croce posta all'ingresso.
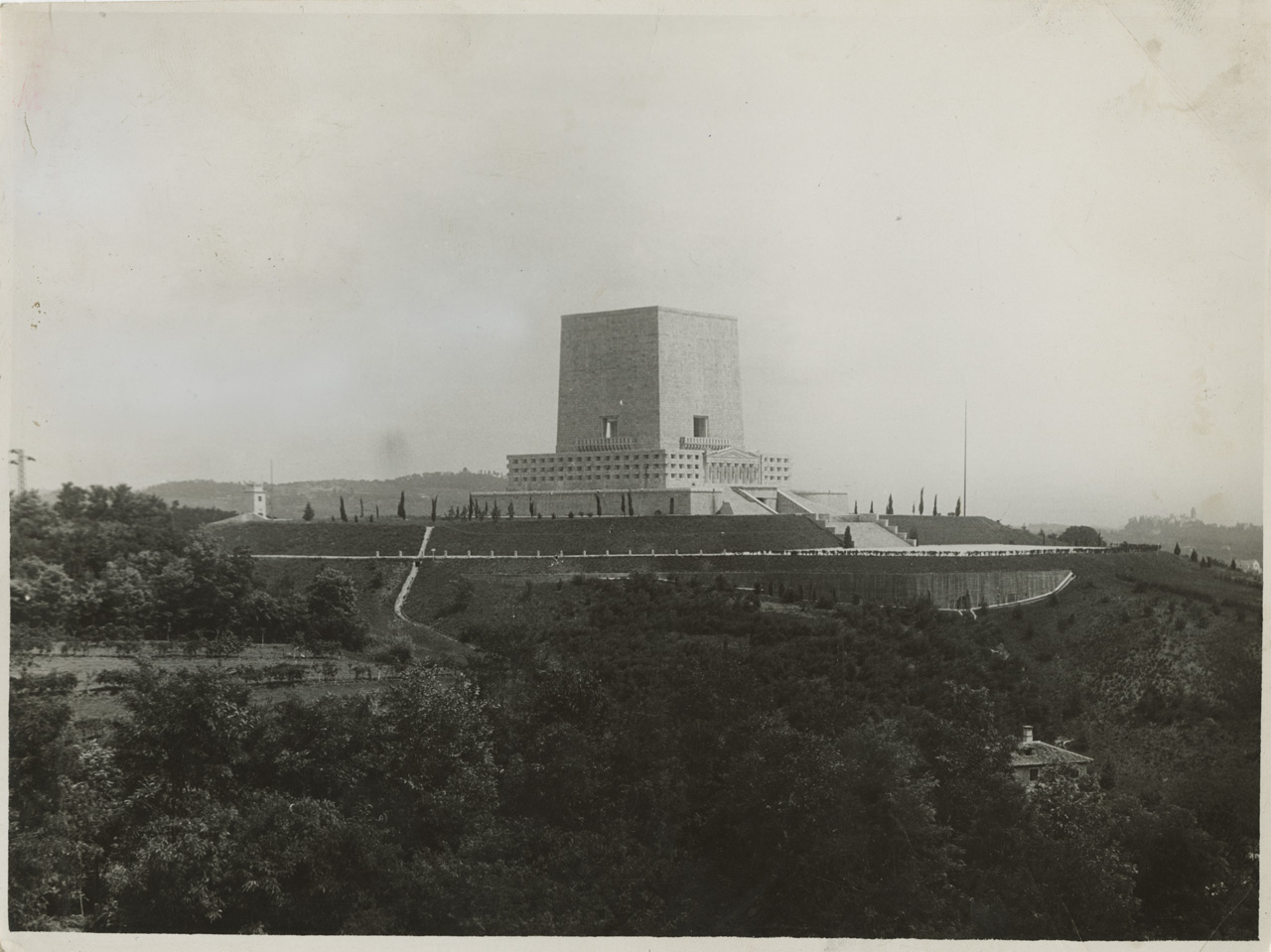
Il sacrario in una foto d'epoca.